# Théophile III d'Alexandrie
Théophile III (né en 1764 à Patmos - mort en 1833) est pape et patriarche orthodoxe d'Alexandrie et de toute l'Afrique du 21 novembre 1805 au 26 octobre 1825.